# Collet de l'Ullar
El Collet de l'Ullar és una collada situada a 767,7 metres d'altitud. Està situat en el terme municipal de Sant Quirze Safaja, de la comarca del Moianès.
Està situat en el sector de ponent del terme de l'antic poble de Bertí i, en canvi, a la meitat oriental del terme municipal en el qual es troba. És al sud-est de la masia de l'Onyó i al nord-oest de la de l'Ullar, just a migdia del Turó de l'Onyó. Hi passa el Camí de l'Ullar.